# Штефан Еффенберг
Штефан Еффенберг (нім. Stefan Effenberg, * 2 серпня 1968, Гамбург) — німецький футболіст, півзахисник. Згодом — футбольний тренер, з 2015 року очолює тренерський штаб команди клубу «Падерборн 07».
Насамперед відомий виступами за клуби «Боруссія» (Менхенгладбах) та «Баварія», а також національну збірну Німеччини.
Триразовий чемпіон Німеччини. Дворазовий володар Кубка Німеччини. Володар Суперкубка Німеччини. Переможець Ліги чемпіонів УЄФА. Володар Міжконтинентального кубка.

## Клубна кар'єра
Вихованець футбольної школи клубу «Вікторія» (Гамбург).
У дорослому футболі дебютував 1987 року виступами за команду клубу «Боруссія» (Менхенгладбах), в якій провів три сезони, взявши участь у 73 матчах чемпіонату.
Згодом з 1990 по 1994 рік грав у складі команд клубів «Баварія» та «Фіорентина».
Своєю грою за останню команду знову привернув увагу представників тренерського штабу клубу «Боруссія» (Менхенгладбах), до складу якого повернувся 1994 року. Цього разу відіграв за менхенгладбаський клуб наступні чотири сезони своєї ігрової кар'єри. Більшість часу, проведеного у складі «Боруссії», був основним гравцем команди.
1998 року повернувся до клубу «Баварія». Цього разу провів у складі його команди чотири сезони. Граючи у складі мюнхенської «Баварії» також здебільшого виходив на поле в косновному складі оманди. За цей час тричі виборював титул чемпіона Німеччини, ставав володарем Кубка Німеччини, переможцем Ліги чемпіонів УЄФА, володарем Міжконтинентального кубка.
Протягом 2002—2003 років захищав кольори команди клубу «Вольфсбург».
Завершив професійну ігрову кар'єру в катарському клубі «Аль-Арабі», за команду якого виступав протягом 2003—2004 років.

## Виступи за збірну
1991 року дебютував в офіційних матчах у складі національної збірної Німеччини. Протягом кар'єри у національній команді, яка тривала 8 років, провів у формі головної команди країни 35 матчів, забивши 5 голів.
У складі збірної був учасником чемпіонату Європи 1992 року у Швеції, де разом з командою здобув «срібло», чемпіонату світу 1994 року у США.

## Тренерська робота
13 жовтня 2015 року був призначений головним тренером клубу Другої Бундесліги «Падерборн 07».

## Титули і досягнення

### Командні
- Чемпіон Німеччини (3):

«Баварія»:  1999, 2000, 2001
- Володар Кубка Німеччини (2):

«Боруссія» (Менхенгладбах):  1995
«Баварія»:  2000
- Володар Суперкубка Німеччини (1):

«Баварія»:  1990
- Володар Кубка німецької ліги (3):

«Баварія»: 1998, 1999, 2000
- Переможець Ліги чемпіонів УЄФА (1):

«Баварія»:  2001
- Володар Міжконтинентального кубка (1):

«Баварія»:  2001
- Віце-чемпіон Європи: 1992

### Особисті
- Клубний футболіст року за версією УЄФА: 2001